# Dasylophia signata
Dasylophia signata är en fjärilsart som beskrevs av Walker 1865. Dasylophia signata ingår i släktet Dasylophia och familjen tandspinnare. Inga underarter finns listade i Catalogue of Life.